# Vorderer Gotthardteich
Der Vordere Gotthardteich in Merseburg in Sachsen-Anhalt ist ein denkmalgeschützter Stauteich.
Im örtlichen Denkmalverzeichnis ist der Teich gemeinsam mit dem Hinteren Gotthardteich als Gotthardteich unter der Erfassungsnummer 094 20173 als Baudenkmal verzeichnet.
Der Zufluss erfolgt durch die Geisel über den Hinteren Gotthardteich von Westen her, der Abfluss über die Klia nach Nordosten. Die maximale Länge und Breite betragen etwa 270 Meter bei einer Fläche von 5,8 Hektar.
An Fischen kommen Aal, Barsch, Hecht, Karausche, Karpfen, Rotauge, Rotfeder und Schleie vor.

## Geschichte
Eine erste urkundliche Erwähnung einer Aufstauung der Geisel in diesem Bereich stammt bereits aus dem 12. Jahrhundert. 1483, nach anderen Angaben 1480, entstand der Teich in seiner heutigen Form als Fischteich, wobei ein alter Steinbruch mit einbezogen wurde. Die Anlage des Fischteichs erfolgte unter Bischof Thilo von Trotha durch die Mönche des Klosters an der Gotthardstraße, die dann eine Fischzucht betrieben. In der Zeit um 1700 wurden im Umfeld des Teichs Uferpromenaden angelegt und eine herzogliche Fischerei gegründet. Im 19. und 20. Jahrhundert entstand ein Landschaftspark, der sowohl den Teich als auch die Umgebung einbezog.

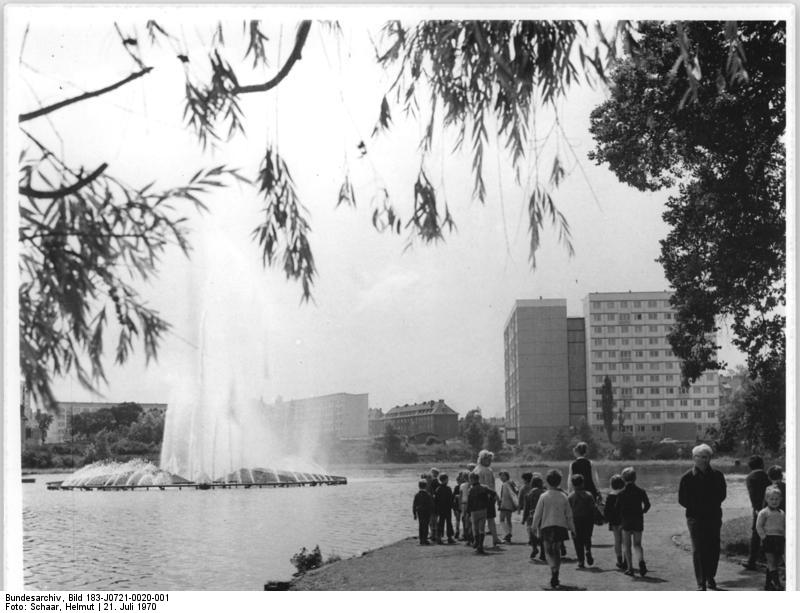
Fontäne, 1970

Der Gotthardteich zog sich ursprünglich langgestreckt über mehr als zwei Kilometer in südwestlicher Richtung von Merseburg bis nach Zscherben, ist in seinen westlichen Teilen zum größten Teil jedoch nicht erhalten. 1846 wurde ein Eisenbahndamm für die Thüringer Bahn gebaut, der den größeren östlichen Vorderen Gotthardteich vom kleineren westlichen Hinteren Gotthardteich trennte.
1907 stiftete der Fabrikbesitzer Adolf C. Blancke eine Fontäne für die Mitte des Sees. 1969 und 1984 wurde die Fontänenanlage saniert, 1999 dann jedoch außer Betrieb genommen. 2007 erfolgte eine Erneuerung. Die Fontäne erreicht eine Höhe von 8 bis 17 Metern.
Ursprünglich befand sich in der Südostecke des Teichs ein Abfluss der Geisel, der jedoch in der Zeit der DDR verfüllt wurde. Seitdem besteht als Abfluss nur der Klia im Nordosten.